# Blok 24
Le Blok 24 (en serbe cyrillique : Блок 24) est un quartier de Belgrade, la capitale de la Serbie. Il est situé dans la municipalité de Novi Beograd.
Le Blok 24 fait partie de la communauté locale de Gazela.

## Localisation
Le Blok 24 est situé sur la rive gauche de la Save. Il est entouré par les Bloks 22, 23, 28, 29, 41, 29 et 43. Il est longé par le Bulevar Arsenija Čarnojevića (au nord), la rue Antifašističke borbe (à l'est), par le Bulevar Milutina Milankovića (au sud) et par la rue Španskih boraca (à l'ouest).

## Caractéristiques
Dans le Blok 24 se trouve le centre chypriote grec (Grčko kiparski centar), situé au n° 95 du Bulevar Arsenija Čarnojevića.
Le club de tir SK Novi Beograd - Ušće a son siège 71a rue Španskih boraca.
Un supermarché Vero est situé 86a Bulevar Milutina Milankovića.